# Криштафовичи
Криштафовичи (пол. Krzysztofowicz) — русский дворянский род, происходящий из Польши и поступивший в 1655 в подданство России.
Дементий Иванович Криштафович был стольником (1662—1684), его сын Илья — стряпчим (1685). Род Криштафовичей был внесён в VI часть родословной книги Смоленской губернии. Согласно же списку дворянских родов, внесенных в родословные дворянские книги Смоленской губернии, опубликованного губернским дворянским правлением в 1897 году, род Криштафовичей был записан по двум уездам Смоленской губернии: Духовщинскому и Бельскому, в части II (роды дворянства по чину).
К середине XIX века существовало два известных рода дворян Криштафовичей: Смоленской и Полтавской губерний. Возможно, что изначально все они имели один общий корень, происходивший из Польши. Смоленский род Криштафовичей в 1655 году вступил в российское подданство.

## Видные представители
- Криштафович, Егор Константинович Генерал-Лейтенант (1769—1829). В кампанию 1812 года участвовал в сражении при Бородине, где действовал на Старой Смоленской дороге и получил тяжелую контузию ядром в левую ногу.
- Криштафович, Михаил Егорович — После 1860 года Смоленский губернский предводитель дворянства.
- Криштафович, Николай Иосифович (1866—1941) — российский геолог[1].
- Криштафович, Владимир Михайлович — Генерал-лейтенант (1857 — после 1920), участник Мировой войны, Награды: ордена Св. Георгия 4-й ст. (ВП 13.02.1905); Св. Владимира 4-й ст. с мечами и бантом (1905); Св. Анны 2-й ст. с мечами (1905); мечи к ордену Св. Станислава 2-й ст. (1907); Св. Владимира 3-й ст.(1907); Св. Станислава 1-й ст. (1911); Георгиевское оружие (ВП 21.05.1915)[2] .